# 김지원 (쇼핑 호스트)
김지원(1988년 10월 19일 ~ )은 대한민국의 롯데홈쇼핑의 쇼호스트이다.

## 경력
- 2015년 1월 2일 ~ 2016년 12월 31일 : KBS충주 아나운서
- 2017년 1월 2일 ~ 2019년 9월 8일 : 대전MBC 아나운서
- 2019년 10월 2일 ~ 현재 : 롯데홈쇼핑 쇼호스트

## 과거 진행 프로그램

### TV
- KBS충주 : 《KBS 뉴스 9 충주》
- 대전MBC TV : 《MBC 뉴스데스크 대전·세종·충남》
- 대전MBC TV : 《5 MBC 뉴스 대전 세종 충남》
- 대전MBC TV : 《건강플러스》
- 대전MBC TV : 《생방송 아침이 좋다》

### 라디오
- KBS충주 : 《KBS 제1라디오 오후 3시 뉴스 충주》
- 대전MBC 표준FM : 《MBC 오후 3시 뉴스》